# TSK-Tawrija Symferopol
TSK-Tawrija Symferopol (ros. ООО «Футбольный клуб ТСК-Таврия» Симферополь, „Futbolowy Klub TSK-Tawrija” Symferopol) – krymski klub piłkarski, mający siedzibę w mieście Symferopol, w stolicy regionu.

## Historia
Chronologia nazw:
- 2014: TSK Symferopol
- 2015: TSK-Tawrija Symferopol

Klub piłkarski TSK został założony miejscowości Symferopol 22 sierpnia 2014, po tym jak otrzymał licencję gry w Południowej grupie Drugiej Dywizji Mistrzostw Rosji (razem z SKCzF Sewastopol oraz Żemczużyna Jałta). 30 listopada 2014 rozegrał ostatni mecz rundy jesiennej i na przerwę zimową zajmował 5.miejsce w lidze. Jednak 4 grudnia 2014 Komisja Wykonawcza UEFA zabroniła krymskim klubom występować w Mistrzostwach Rosji. W marcu 2015 klub zmienił nazwę na TSK-Tawrija Symferopol, a w kwietniu startował w rozgrywkach Mistrzostw Krymu.

## Sukcesy

### Trofea międzynarodowe
Nie uczestniczył w rozgrywkach europejskich (stan na 31-05-2016).

### Trofea krajowe
- Mistrzostwa Krymu:
  - mistrz: 2015/2016

## Stadion
Klub rozgrywa swoje mecze domowe na stadionie RSK Łokomotyw w Symferopolu, który może pomieścić 19 978 widzów.

## Trenerzy
- 08.2014:  Siergiej Wasiljewicz Szewczienko
- 08.2014–07.2015:  Władimir Martynow
- 07.2015–...:  Siergiej Jakowlewicz Szewczienko